# 順天駅
順天駅 （スンチョンえき）は、大韓民国全羅南道順天市にある、韓国鉄道公社の駅である。

## 利用可能な路線
- 韓国鉄道公社
  - 全羅線
  - 慶全線

## 駅構造
- 島式ホーム3面6線の地上駅。

### のりば
| ホーム | 路線   | 種別                            | 行先                                                   | 備考 |
| ------ | ------ | ------------------------------- | ------------------------------------------------------ | ---- |
| 2・3   | 慶全線 | ムグンファ号・S-Train           | 晋州・馬山・三浪津・釜田・光州松汀・木浦・龍山方面     |      |
| 4 - 7  | 全羅線 | KTX・ITX-セマウル・ムグンファ号 | 全州・益山・西大田・天安・水原・龍山・麗水エキスポ方面 |      |

## 駅周辺
駅の所在地が中心街に比較的近く、駅前を通る市内バスの路線も多い。駅前には直行・直通バス（一部高速バスも含む）の停留所がある。

## 歴史
- 1930年10月25日 - 開業[1]。
- 2009年12月23日 - 新駅舎に移転。

## 隣の駅
韓国鉄道公社
韓国高速鉄道（KTX）（全羅線のみ）
求礼口駅 - 順天駅 - 麗川駅
全羅線
求礼口駅 - (鳳徳駅) - (槐木駅) - (開雲駅) - (東雲駅) - 順天駅 - (星山駅) - (栗村駅) - (徳陽駅) - 麗川駅
慶全線
光陽駅 - (平和信号場) - 順天駅 - (元倉駅) - (九龍駅) - 筏橋駅